# St. Peter und Paul (Schnetzenhausen)

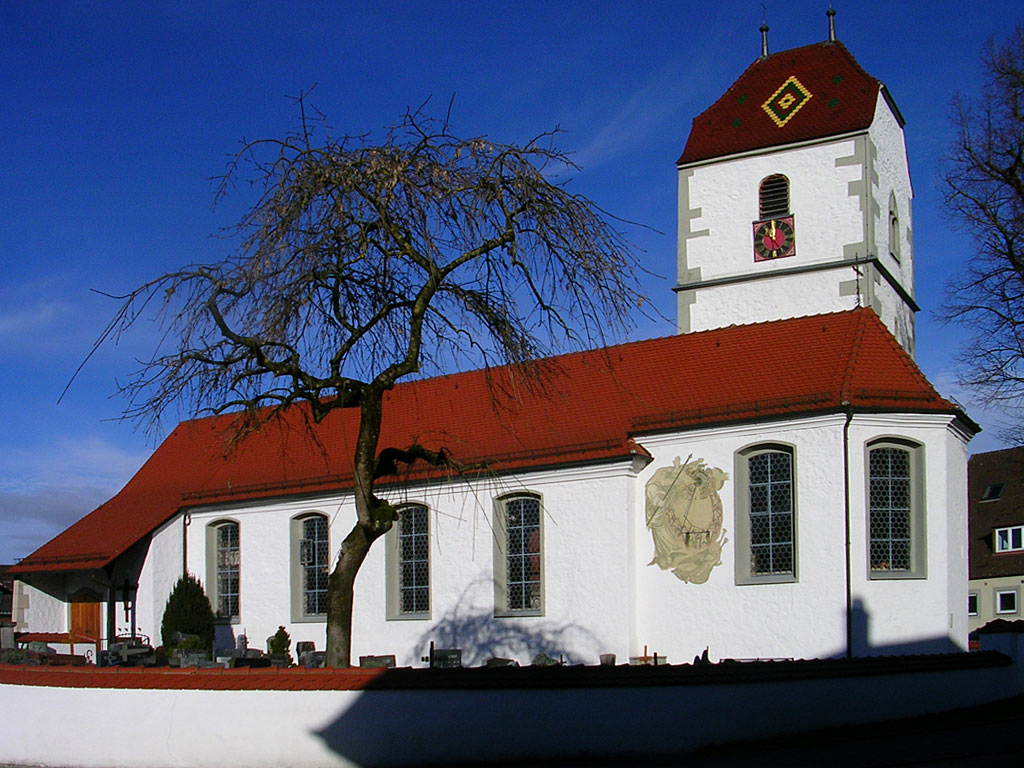
St. Peter und Paul in Schnetzenhausen

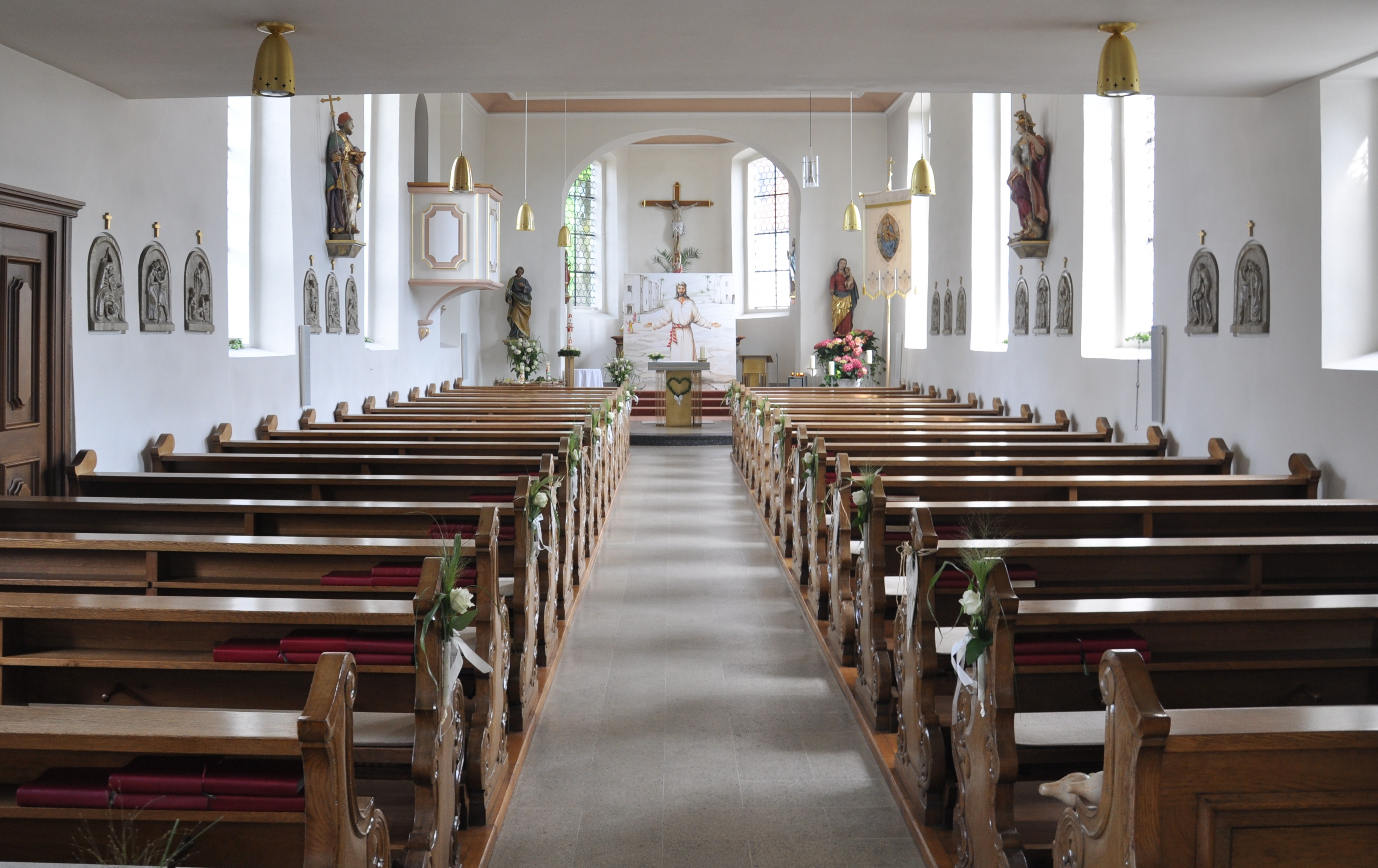
Innenansicht

Die römisch-katholische Pfarrkirche St. Peter und Paul steht in Schnetzenhausen, einem Stadtteil von Friedrichshafen im Bodenseekreis in Baden-Württemberg. Die Pfarrei gehört zum Dekanat Friedrichshafen in der Diözese Rottenburg-Stuttgart. Das Bauwerk ist beim Landesamt für Denkmalpflege Baden-Württemberg als Baudenkmal eingetragen.

## Beschreibung
Die im Kern spätmittelalterliche Saalkirche wurde 1754 grundlegend erneuert und in den Jahren von 1957 bis 1959 in neobarockem Stil erweitert. Sie besteht aus einem Langhaus, einem eingezogenen, dreiseitig geschlossenen Chor im Osten und einem im frühen 16. Jahrhundert errichteten Chorflankenturms, der mit einem Krüppelwalmdach bedeckt ist, und der an der Nordwand des Chors steht. Sein oberstes Geschoss, in dem sich nach Osten ein Maßwerkfenster befindet, zeigt nach Süden das Zifferblatt der Turmuhr und darüber die Klangarkade des Glockenstuhls. An der südlichen Außenwand des Chors befindet sich eine Sonnenuhr, die Alfred Vollmar als Sgraffito und Mosaik ausführte.
Zur Kirchenausstattung gehören mehrere Statuen aus dem 18. Jahrhundert, die Dominikus Hermengild Herberger zugeschrieben werden, die ursprünglich in einer Kapelle auf dem Gehrenberg standen.